# Poliep (neteldier)

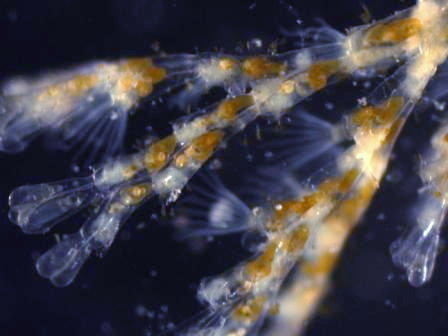
Hydrozoa zijn kolonievormende poliepen

Een poliep is een van de twee morfologische stadia van een neteldier. De typische bouw van een poliep is een smalle buis met een verbrede voet aan de aborale zijde en een tentakelkrans rond de mondopening. Sommige poliepen (zoals Hydra) zijn alleenstaand, andere (zoals Obelia en vele koralen) vormen kolonies. In koloniale vorm kunnen poliepen uitgroeien tot omvangrijke riffen.
Bijna alle poliepen zijn sessiel. Enkele soorten hebben een pelagische levenswijze ontwikkeld (zoals Velella). Poliepen planten zich meestal ongeslachtelijk voort door middel van knopvorming. Bij sommige neteldieren snoert de poliep kleine kwalletjes af. Deze groeien uit tot het andere levensstadium, de meduse.

## Diversiteit
De neteldieren zijn een grote groep zeedieren die men onderverdeelt in vijf klassen. Elke klasse heeft vertoont eigen levensstadia. De bloemdieren (Anthozoa), waartoe de zeeanemonen en koralen behoren, kennen enkel het poliepstadium: deze dieren zijn hun hele leven vastgehecht aan het substraat. Bij de hydroïdpoliepen (Hydrozoa) kan een individu ofwel een poliep of meduse zijn; de meeste soorten hebben echter beide stadia in hun levenscyclus. Bij de klasse schijfkwallen (Scyphozoa) is het medusestadium dominant. Bij enkele soorten veranderen de larven in een poliep waaruit kleine kwalletjes zullen vrijkomen. Bij de kubuskwallen (Cubozoa) ontwikkelt de poliep zich rechtstreeks in een meduse.

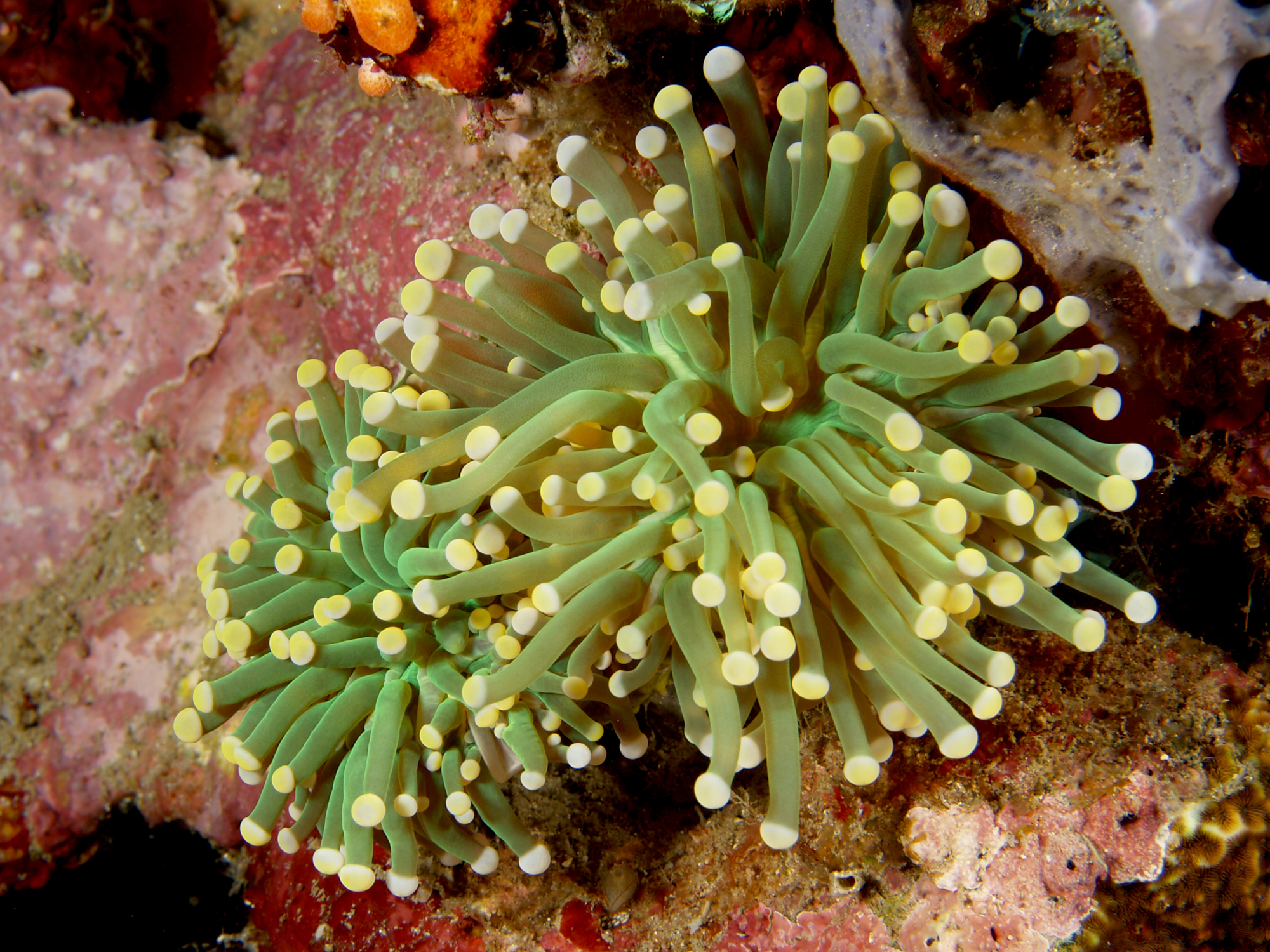
Euphyllia glabrescens is een rifkoraal met groene poliepen
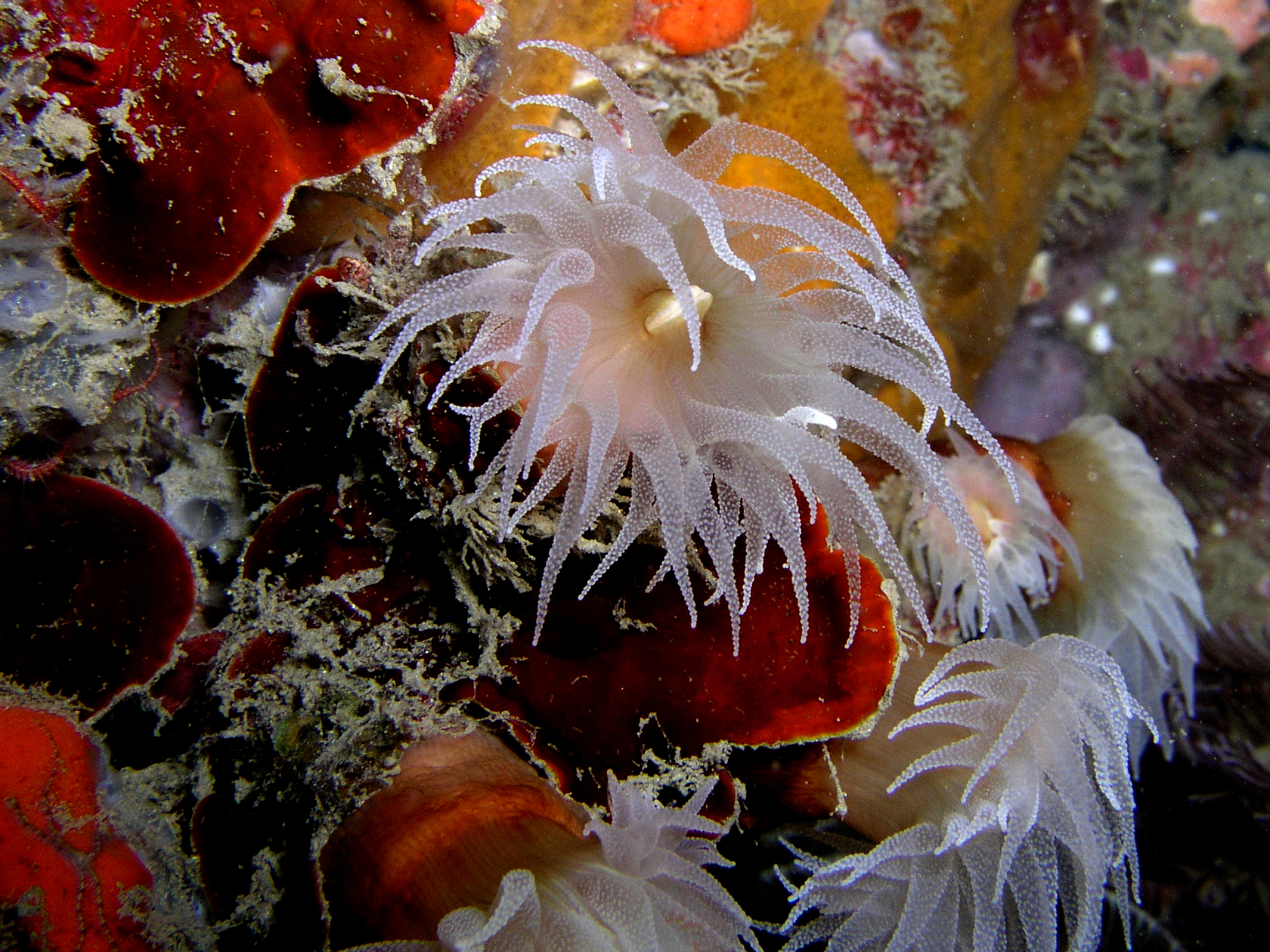
Tubastraea sp. strekt zijn tentakels 's nachts uit om voedsel te vangen
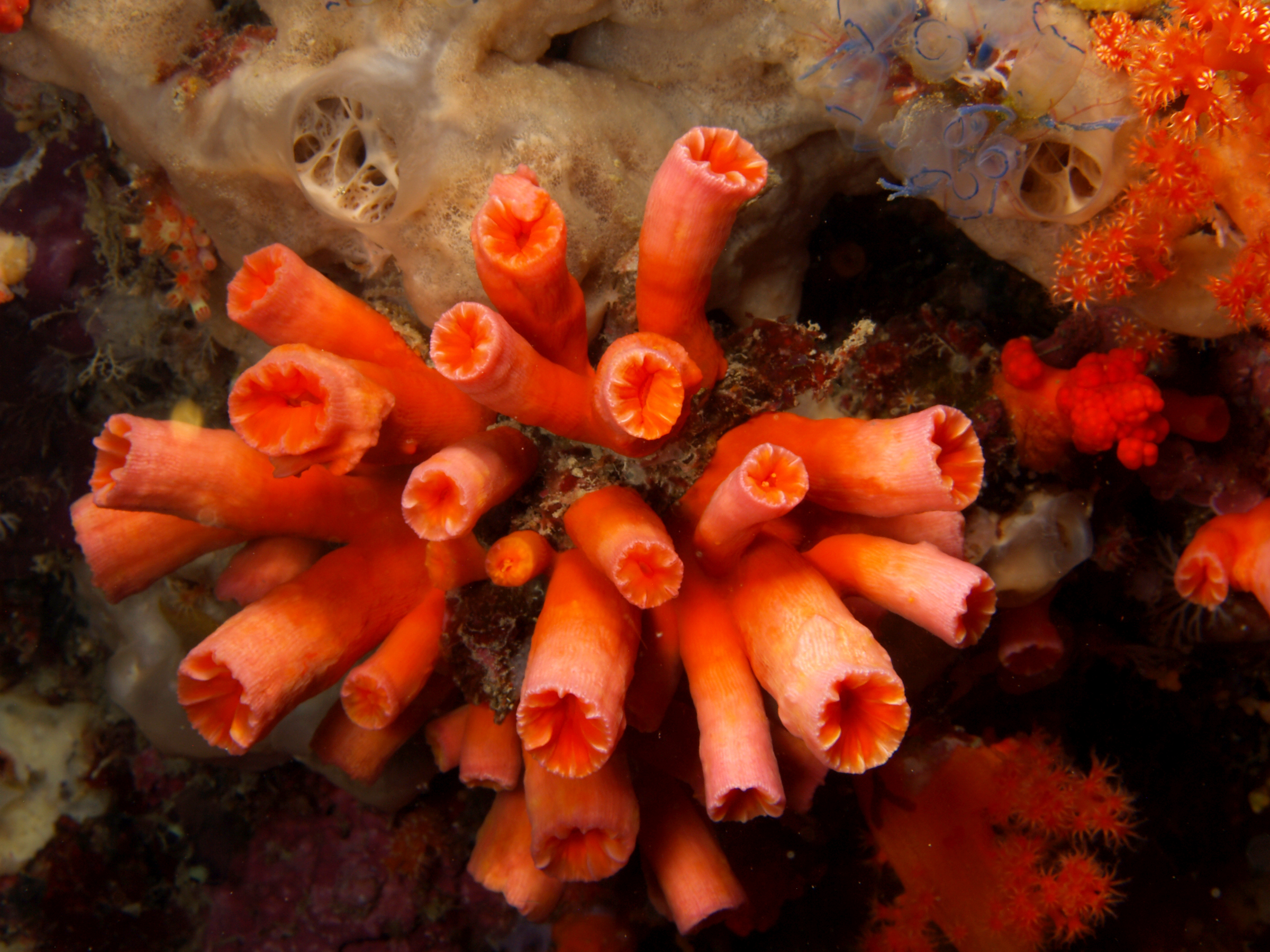
Tubastraea faulkneri met ingetrokken tentakels